# Perasia montana
Perasia montana là một loài bướm đêm trong họ Noctuidae.